# Кисикли (станція метро)
41°01′20″ пн. ш. 29°03′44″ сх. д. / 41.022158675108° пн. ш. 29.062155686802° сх. д.
Кисикли́ (тур. Kısıklı) — станція лінії М5 Стамбульського метро в Ускюдар. Відкрита 15 грудня 2017 року разом з восьми іншими станціями у черзі Ускюдар — Яманевлер.
Розташована під проспектом Кисикли у кварталі Кючюк-Чамлиджа, Ускюдар, на південному схилі сопки Бююк-Чамлиджа .
Пересадки
- автобуси[2]:9, 9A, 9Ç, 9Ş, 9T, 9Ü, 9ÜD, 11, 11A, 11D, 11E, 11EK, 11G, 11K, 11L, 11M, 11N, 11P, 11SA, 11ST, 11ÜS, 11V, 11Y, 12ÜS, 13, 13AB, 13B, 13TD, 14, 14D, 14F, 14FD, 14K, 14R, 14Y, 14YK, 129T, 320, 522, D1, MR9, TB2
- маршрутки: Ускюдар — Алемдаг, Ускюдар — Тавукчуйолу Джд. — Алемдаг, Ускюдар — Есатпаша.

Конструкція — станція закритого типу мілкого закладення, має острівну платформу та дві колії.

## Примітка
1. ↑  İlk sürücüsüz metro hattı 'Üsküdar-Ümraniye' bugün açılıyor. hurriyet.com.tr. 15 грудня 2017. Архів оригіналу за 26 Грудня 2017. Процитовано 16 грудня 2017.
2. ↑  Bağlarbaşı - Duraktan Geçen Hatlar (Turkish) . Архів оригіналу за 20 Листопада 2017. Процитовано 16 грудня 2017.

| Попередня станція     | Лінія | Лінія                           | Лінія | Наступна станція        |
| --------------------- | ----- | ------------------------------- | ----- | ----------------------- |
| Алтунізаде до Ускюдар |       | M5 (Стамбульський метрополітен) |       | Булгурлу до Султанбейлі |

 Вікісховище має мультимедійні дані за темою: Кисикли (станція метро)